# Mahendra Rajmarg
Der Mahendra Rajmarg (Nepali महेन्द्र राजमार्ग; englisch Mahendra Highway) ist eine Fernstraße im Süden Nepals zwischen Bhimdatta im Westen und Mechinagar im Osten.

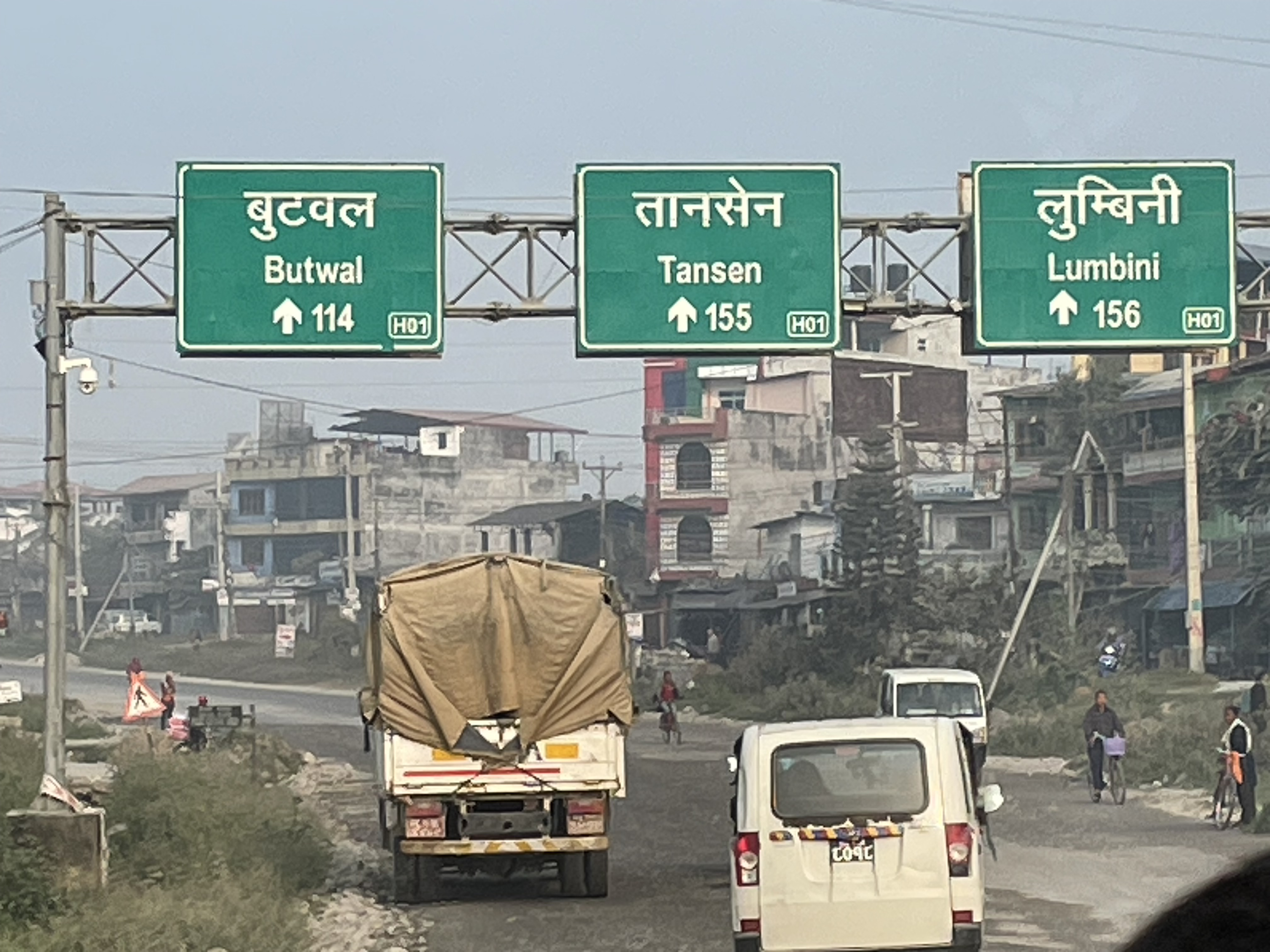
Mahendra Rajmarg (2023)

Die 1024 km lange Überlandstraße verläuft über die komplette Länge Nepals durch die Teraigebiete im Süden des Landes. Entlang der Strecke befinden sich zahlreiche größere Städte Nepals. Die Straße ist Teil der asiatischen Fernstraße AH2.